# Wittekind II. von Schwalenberg
Wittekind II. von Schwalenberg († 1188/89) war ab 1184 Graf von Pyrmont.
Wittekind stammte aus dem Geschlecht der Grafen von Schwalenberg. Seine Eltern waren Graf Widekind I. von Schwalenberg († 1136/37) und Lutrud von Itter. Er und sein Bruder Volkwin II. von Schwalenberg waren ungemein fehdefreudig. Wittekind machte etliche Italienfeldzüge von Kaiser Friedrich I. (Barbarossa) mit.
Seit dem Ende der 1140er Jahre beklagte sich Abt Wibald von Corvey wiederholt über die schweren Übergriffe, die sich die beiden Brüder dem Kloster und seinen Besitzungen gegenüber zuschulden kommen ließen, ohne dass der Abt mit Hilfe ihres Verwandten, des Paderborner Bischofs Bernhard I. von Oesede, eine Änderung erreichen konnte.
1152 wurde Hermann II. von Winzenburg, Besitzer der zweiten Hälfte der Burg Desenberg bei Warburg, ermordet. Heinrich der Löwe übernahm dessen Anteile und belehnte Wittekind von Schwalenberg mit der Burg. Er wurde Vogt von Höxter, das er 1152 niederbrannte. Von seiner Burg Desenberg aus setzte er seine Angriffe gegen das Kloster Corvey fort und erschlug im Jahre 1156 sogar den Stadtgrafen Dietrich von Höxter, einen Ministerialen des Klosters.
Im Mai 1157 hielt Heinrich der Löwe, wohl auf Veranlassung des Kaisers, über Wittekind in Corvey Gericht. Er wurde verpflichtet, dem Abt und den Angehörigen des ermordeten Schadenersatz zu zahlen. Außerdem wurden ihm seine Lehen, insbesondere die Burg Desenberg, entzogen, um ihn dann in das Gebiet links des Rheins zu verbannen. Wittekind blieb aber auf der Burg.  Bereits 1163 nahm er wieder an den Hoftagen Heinrichs des Löwen teil. 1168 belagert Heinrich der Löwe die Burg Desenberg. Erst nachdem er einen Tunnel graben und den Brunnen der Burg verstopfen ließ, gaben die Schwalenberger auf. Sie blieben aber auf der Burg. Von Heinrich dem Löwen fiel Wittekind erst 1181, ein Jahr nach dessen Sturz, ab. Im gleichen Jahr belagerte der Erzbischof von Köln die Burg.
Um 1184 teilten Wittekind und sein Neffe Wittekind III. von Waldeck und Schwalenberg den Familienbesitz. Er wurde Graf von Pyrmont als Lehen der Erzbischöfe von Köln. Er bekam die Vogtei Höxter-Corvey zurück, musste dafür die Herrschaft Itter abgeben. Er stiftete die Linie der Grafen von Pyrmont, die zu völliger Bedeutungslosigkeit herabsank und erst 1494 endete.
Nach seinem Tod im Jahre 1192 sprach Kaiser Heinrich die Burg Desenberg dem Bischof Bernhard II. zu. Da die Nachkommen der Schwalenberger aber auf der Burg blieben, beschlossen Kaiser und Bischof 1203 die Zerstörung der Burg. 1206 belagerte der Graf von Everstein die Burg vergeblich.